# Шоропані
Шоропані — стародавнє місто-фортеця в Імереті, в Аргветі в західній Грузії. Сучасне село Шоропані.
Збереглися рештки замку часів античності і середньовіччя.